# Chris Bell
Chris Bell (12 de janeiro de 1951 – 27 de dezembro de 1978) foi um cantor, compositor e guitarrista estadunidense.
Juntamente com Alex Chilton, liderou a banda de power pop Big Star durante os anos 70. Bell deixou o grupo depois de seu primeiro disco, #1 Record, de 1972, mas contribuiu com algumas músicas para o segundo álbum, Radio City de 1974. Ele seguiu carreira solo, mas suas canções (entre elas "I Am The Cosmos", "I Got Kinda Lost" e "You and You Sister" - esta um dueto com Chilton) permaneceriam inéditas até o lançamento em 1992 do álbum I Am The Cosmos.
Chris Bell morreu em 27 de dezembro de 1978 em um acidente de automóvel em Memphis.

## Discografia
The Jynx EPs
- Greatest Hits! – (Norton Records, 10-inch vinyl EP, 2000) TED-1003

Icewater e Rock City LPs
- Rock City – (Lucky Seven Records CD, 2003) CD 9209
- Looking Forward: The Roots of Big Star – (Omnivore Recordings, 2017)

Big Star LPs com Chris Bell
- #1 Record – (Ardent Records LP, 1972) ADS-2803

Big Star singles com Chris Bell
- "Don't Lie to Me" / "Watch the Sunrise" (Ardent, 1972) ADA-2904
- "Thirteen" / "Watch The Sunrise" (Ardent, 1972) (Promo, mislabeled: reads "Don't Lie to Me" but plays "Thirteen".) ADA-2904
- "In the Street" / "When My Baby's Beside Me" (Ardent, 1972) ADA-2902
- "Feel (alternate mix)" / "Mod Lang (unissued single mix)"  (Rhino, 2009) R7 521272

Chris Bell solo LPs
- I Am the Cosmos – (Rykodisc CASS/CD, 1992) RCD 10222
- I Am the Cosmos – (Four Men with Beard, vinyl LP, 2006) 4M 143
- I Am the Cosmos - Deluxe Edition – (Rhino Handmade 2CD, 2009) RHM2 521305
- I Am the Cosmos - (Omnivore Recordings LP, 2017) OVLP-231
- I Am the Cosmos - Deluxe Edition – (Omnivore Recordings 2CD, 2017) OVCD-231

Chris Bell solo singles
- "I Am the Cosmos"/"You and Your Sister" – (Car Records single, 1978) CRR6
- "Country Morn" – (Back of Car zine, 6-inch promo flexi-disc, 1995)
- "I Am the Cosmos"/"You and Your Sister" – (Rhino/Car, limited w/ CD, 2009) PR7 521384

Big Star compilations
- A Little Big Star (Rykodisc, 1992) – promo sampler
- Biggest (Line Records, 1994)
- The Best of (Ace Records, 1999)
- Big Star Story (Rykodisc, 2003)
- Keep an Eye on the Sky (Rhino, 2009) – box set
- Nothing Can Hurt Me (Omnivore Recordings, 2013) – trilha sonora do filme
- Playlist (1972-2005) (Legacy Recordings, 2013)
- Thank You Friends: The Music of Big Star, Alex Chilton, and Chris Bell (Omnivore Recordings promo CD, 2013)

Big Star EPs com Chris Bell
- Jesus Christ (Omnivore Recordings, 2015) - 10", Limited Edition – OVS10-153

Vários artistas - compilations
- D.I.Y.: Come Out and Play - American Power Pop (1975-78) - "I Am the Cosmos" – (Rhino Records CD, 1993)
- Oxford American: 2003 Southern Music CD No. 6 – "You and Your Sister" – (Oxford American promo CD, 2003)
- Rockin' Memphis: 1960s–1970s, Volume 1 – (Lucky Seven Records CD, 2003)
- Garage Beat '66, Vol. 2: Chicks Are for Kids! – (Sundazed Music CD, 2004)
- Thank You Friends: The Ardent Records Story – (Big Beat CD, April 2008)
- Nick and Norah's Infinite Playlist: Music from the Original Motion Picture Soundtrack – (Atlantic, 2008)

Aparece em
- Freaks of Nature (film) - "My Life is Right" (Big Star) featured in film – (Columbia Pictures, 2015)[2]

Chris Bell é convidado como guitarrista
- Terry Manning Home Sweet Home (Enterprise, 1970)
- Tommy Hoehn Blow Yourself Up / Love You All Day single (Power Play, 1977)